# 안동현
안동현(1986년 12월 24일 ~ )은 두산 베어스의 전 야구 선수다. 1군 통산 2경기 2타수 무안타 2삼진을 기록했다. 현재 장충고등학교 코치를 맡고 있다.

## 출신 학교
- 언북초등학교
- 휘문중학교
- 휘문고등학교
- 고려대학교

## 같이 보기
- 2011년 두산 베어스 시즌